# Arturo Souto
Arturo Souto (Pontevedra, España, 4 de julio de 1902 - Ciudad de México, 3 de julio de 1964) fue un pintor e ilustrador español del siglo xx que desarrolló parte de su obra exiliado en México.

## Biografía
Hijo de Pilar Feijoo Freire y Alfredo Souto Cuero, magistrado y pintor, que fue su primer maestro. La profesión paterna le llevó a vivir su infancia en diferentes capitales españolas. Así, en Sevilla, se formó en la Escuela Industrial de Artes y Oficios y de Bellas Artes (1916 e 1920) y cursó estudios de aparejador por consejo paterno. En 1922 ingresó en la Real Academia de Bellas Artes de San Fernando de Madrid, y un año después se casa con Carmen Alabarce Casanova, antes de hacer el servicio militar en Vigo (1924). En 1925 hizo su primera exposición individual en la Casa de Galicia de Madrid, y ese mismo año participa en la exposición de la Sociedad de Artistas Ibéricos en el Palacio de Velázquez del Retiro madrileño.
Tras un periodo decorando porcelanas, viaja a París en 1926 (capital que volverá a visitar en 1931 con una beca de la Diputación de Pontevedra). Además de participar en varias exposiciones recibe el encargo de pintar seis murales en el Círculo de las Artes de Lugo, y colabora ilustrando novelas y en la revista Blanco y Negro. En 1931 se une al Manifesto dirigido a la opinión pública y los poderes oficiales y se identifica con la obra de Aurelio Arteta. Con “Los Ibéricos”, participó en las exposiciones de Copenhague en 1932 y Berlín en 1933, y en 1934 es becado para la Academia de España en Roma. En junio de 1936, se encuentra en Madrid cuando se produce el rebelión militar que provocaría la guerra civil española, y se une a las actividades de la Alianza de Intelectuales Antifascistas, en el departamento de propaganda republicana y colaborando como ilustrador en El Mono Azul, El Buque Rojo, Nueva Cultura, Hora de España o El Combatiente. En 1937 asiste al II Congreso Internacional de Escritores para la Defensa de la Cultura que se celebra en Valencia, y poco después concurre al Pabellón Español de la Exposición Internacional de París de 1937. 
Formó parte de la caravana del exilio que partió desde Barcelona en 1939. De Burdeos viajó a La Habana, y tras un periplo por Nueva York, Los Ángeles y Filadelfia, en junio de 1942, por intermedio de su amigo el diplomático y poeta Torres Bodet, se trasladó a México, donde inmediatamente realizó su primera de las muchas exposiciones que allí tuvieron lugar, identificándose parcialmente con las modalidades nativas que se originaron a partir de los grandes muralistas. En ese país continuó pintando además de ilustrar obras como Presencia de Galicia en México, Teatro del Buscón, de Eduardo Dieste, o Pranto Matricial, de Paz Andrade, y colabora en revistas, como Vieiros. De ese periodo se ha destacado un retrato del pintor y muralista Diego Rivera.
El 7 de mayo de 1962, embarcó en el Guadalupe de regreso a España y desembarcó en A Coruña el 23. La primera exposición de esta nueva era se celebró en la desaparecida Sala Velázquez de Vigo. La muestra fue un fracaso. Sus viejos amigos apenas le prestaron atención. Profundamente decepcionado, recogió su obra, renunció a esas amistades y expuso en Madrid, Bilbao y Santiago de Compostela, aunque con escaso reconocimiento.
Permaneció en España hasta principios de 1964. En marzo, regresó a México para liquidar sus intereses y con la idea de establecerse definitivamente en España, pero falleció el 3 de julio de un infarto, a los 61 años de edad.
En la Bienal de Pontevedra de 1984, se le dedicó una exposición antológica, que se repitió en Vigo en 1988.
Hay obra suya en el Museo de Pontevedra.

## Etapas de su obra
A partir de un «elegante y mundano» modernismo decadentista, evolucionó hacia el estilo de postimpresionistas tan diferentes como Pierre Bonnard o Toulouse-Lautrec. Tras una etapa de admiración por Giorgio de Chirico y su «escuola metafisica», el arte japonés o la pintura de Arteta y su «épica melancólica». En México, influido quizá por el muralismo indigenista, volvió a los colores neutros y las figuras hieráticas.
De su variada y abundante obra al óleo, pueden citarse Maternidad campesina, Tres figuras clásicas, Los cuatro jinetes del Apocalipsis, El caballo blanco, Cámara de tortura, Mujeres y cántaros, La dama del abanico, Las jóvenes provincianas, Mujer con sombrero negro, La siesta, La barca negra.